# Куала Теренггану
Куала Теренггану е град и столицата на щата Теренггану в Малайзия. Населението му е 396 433 жители (2009 г.) Площта му е 605 кв. км. Намира се в часова зона UTC+8 на 500 км североизточно от националната столица Куала Лумпур. Получава статут на град на 1 януари 2008 г. В града има Китайски квартал. Средната най-висока температура за годината е 31 градуса, а средната най-ниска 23 градуса по Целзий.